# Колчевский, Василий Иванович
Василий Иванович Колчевский (Кольчевский) (?—?) — русский военачальник, генерал-майор.

## Биография
Дата и место рождения неизвестны.
Участник Отечественной войны 1812 года — ротмистр Лейб-гвардии Уланского полка.
В период с 12.01.1819 по 30.08.1823 полковник Колчевский был командиром Киевского 9-го гусарского полка.
Генерал-майор с 30 августа 1823 года.
Дата смерти неизвестна.

## Награды
- Награждён орденом Св. Георгия 4-й степени (№ 4189; 25 декабря 1828).
- Также награждён другими орденами Российской империи.